# Prefettura di Nana-Grébizi
La prefettura di Nana-Grébizi è una delle due prefetture economiche della Repubblica Centrafricana. La sua capitale è Kaga-Bandoro.